# 忘不了您 (歌曲)
《忘不了您》是香港天王譚詠麟於1981年推出的經典歌曲，收錄在同名專輯《忘不了您》內，歌曲改編自日本著名創作女歌手五輪真弓的《恋人よ》（戀人啊）》，填詞林敏驄，監製關維麟。此歌曲推出後便獲得商台熱播，並獲得當屆的金唱片獎。

## 簡介
《忘不了您》改編自五輪真弓的《恋人よ》（戀人啊），此曲跟蔡楓華的《戀人》「鬧雙胞」，並以譚氏版本較為流行。歌曲旋律淒美，配合填詞界鬼才林敏驄的歌詞，令此曲成為經典作品，其中「如何喜歡你 如何結識你」等句，時至今日依然為不少人瑯瑯上口。
林敏驄亦透露他最後想不到歌詞時，想起自己欲從小輪跳下海一事，便寫下「只要我一息尚存，我也忘七了你。」（實為「只要我一息尚存，我也忘不了你。」）

## 其他版本
這首經典作品曾有不少人翻唱過
- 徐小鳳（1983）
- 李克勤（1986） - 寶麗金15週年演唱會
- 羅敏莊（2004）
- 林志美（2006） - 收錄於翻唱專輯《原美主義》
- 劉德華（2010） - 收錄於國粵語翻唱專輯《忘不了的》
- 周一嶽（2011） - 前食衛局局長周一嶽在籌款節目《歡樂滿東華》中深情演繹《忘不了您》，由於其七情上面，十分陶醉，因此成為熱話，被網民惡搞。[2]
- 呂珊（2013）
- 陳慧嫻（2014） - 天后陳慧嫻宣布復出後推出的翻唱碟《By Heart》，亦收錄了這首歌曲，並拍成MV。[3]

## 獎項
- 1982年金唱片頒獎禮 - 《忘不了您》

## 軼聞
林敏驄曾經把《忘不了你》的“不”字寫成“七”字。譚詠麟於電視廣播有限公司節目《中年好聲音》透露這件事，因而被林敏驄責罵。